# Alfred Janniot
Alfred Auguste Janniot o simplemente Janniot Alfred (nacido en 1889 en Montmartre, París - fallecido en 1969) fue un escultor "oficial" francés de los más activos en la década de 1930.

## Datos biográficos
Estudiante en la École des Beaux-Arts, donde fue alumno de Jean-Antoine Injalbert. Forma parte de la llamada generación de artistas del fuego. Al regreso de la Gran Guerra, obtuvo en 1919 el Primer Premio de Roma, que comparte con el escultor Raymond Delamarre.
Bajo la influencia de Antoine Bourdelle, la mayoría de su carrera  se centra en la escultura monumental y arquitectónica.

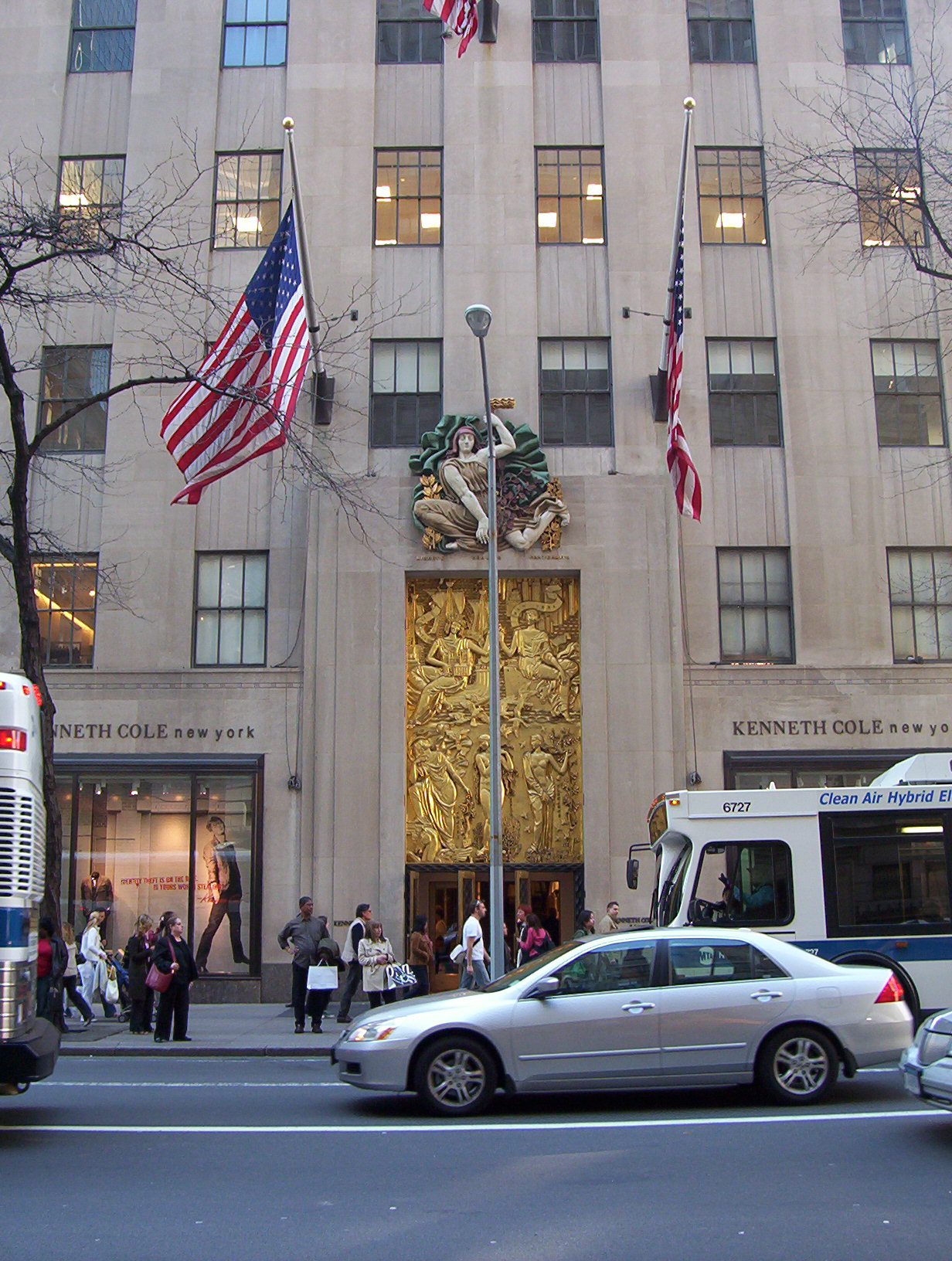
Trabajo de Janniot en el Rockefeller Center.

Janniot es autor de una obra monumental considerable. Amigo de Jacques-Emile Ruhlmann, participó en la Exposición de Artes Decorativas en 1925.
Creó el gran mural de piedra en la fachada del Musée des colonies en el Palacio de la Porte Dorée en París, construido en 1931 para la Exposición colonial internacional de París, donde se retratan los buques, los océanos y la vida silvestre incluyendo antílopes, elefantes, cebras y serpientes.
Janniot también contribuyó con el relieve dorado París y Nueva York uniendo sus manos bajo las alegorías de la Poesía, la Belleza y la Elegancia de la fachada de Le Maison Francaise, en el Rockefeller Center, hacia 1930.
También hizo dos grandes relieves para la fachada Sur del Palais de Tokyo, construido en 1937.
Su trabajo también está presente en Niza, donde realizó con el arquitecto Roger Seassal el gran monumento a los muertos con una gran cornisa de estilo art-decó. Fue profesor en la École des Beaux-Arts.
El 31 de octubre de 1938, Alfred Janniot es ascendido al rango de Oficial de la Legión de Honor.
De 1945 hasta 1959 ejerció el título de "Profesor de Arte Monumental" en la Escuela de Bellas Artes de París.
Una monografía fue dedicada por la asociación para la defensa de su trabajo.

## Otros trabajos
- Leyenda de la Tierra y Leyenda del Mar ,relieves en la fachada sur del Palacio de Tokio, 1937
- La Fuente del Sol, Niza, completada en 1957
- Decoración para el transatlántico SS Normandie